# David Amico
David Michael Amico (* 24. September 1951 in Rochester) ist ein US-amerikanischer abstrakter Maler und Zeichner, der in Los Angeles arbeitet. Er studierte Kunst an der California State University, Fullerton. Er ist Professor für Kunst an der Claremont Graduate University.